# Einbeck
Einbeck är en stad i förbundslandet Niedersachsen, Tyskland, med cirka 31 000 invånare.

## Geografi
Staden är belägen vid floderna Ilme och Leine i distriktet Northeim.

## Historik
Staden finns nämnd i dokument från 1158. Einbeck fick stadsrättigheter år 1252 och hade expanderat fram till 1279. Staden upplevde under medeltiden en blomstringstid och tillhörde Hansan. "Under medeltiden var Einbeckölet vida berömdt". Ölet exporterades även till Stockholm. Bockölet uppfanns här och ordet „Bockbier“ är en förvanskning av „Ainpöckisch Bier“. Staden förstördes nästan helt av brand år 1540, men byggdes snabbt upp igen. Många av de medeltida korsvirkeshusen i Einbeck kommer från denna period.
Under Trettioåriga kriget ockuperades staden år 1632 och 1641 och hundratals hus förstördes. I Sjuårskriget revs många av stadens befästningar. År 1866 besegrade Preussen kungariket Hannover, som Einbeck tillhörde, och staden blev därmed en del av den preussiska provinsen Hannover. Under den preussiska tiden utvecklade sig Einbeck så småningom till en "kretsstad i preussiska reg.-omr. Hildesheim (Hannover), med järn-, textil- och annan industri (…)". Einbeck hade 8 709 invånare år 1905.
De ekonomiska svårigheterna intensifierades efter första världskriget. Nazistpartiet vann majoritet i Einbeck år 1933 och kom till makten. Synagogan sattes i brand under Kristallnatten i november 1938 och judar fördrevs från staden.
Efter andra världskriget ökade befolkningen kraftigt på grund av stor tillströmning av människor från östra territorierna och stadens industrier ökade kraftigt. På 1970-talet blev många kringliggande byar inkorporerade och staden fick sitt nuvarande utseende.

## Einbecker öl
Einbeck är också känt under hundratals år för sitt utmärkta öl. Einbecker öl är ursprung till all Bocköl. En Einbeckbryggmästare lockades iväg till München, för att brygga "Ainpöckisch öl" där. Under den följande perioden utvecklades i den bayerska dialekten ordet "Oanpock", som slutligen blev "Bock". På grund av den höga alkoholhalten i Bocköl var ölet populärt i Hansan och exporterades, till exempel till Sverige. Ölexporten var så betydande att man till exempel inrättade ett försäljningskontor i Hamburg: Einbeckeshuset. Einbecker öl bryggs i Einbeck sedan 1378. Idag symboliserar Einbecker Brauhaus AG bryggeriets 600-åriga öltradition långt utanför regionen.

## Klimat

### Temperatur och nederbörd - Einbeck
|                                                                        | Jan  | Feb  | Mar  | Apr  | Maj  | Jun  | Jul  | Aug  | Sep  | Okt  | Nov  | Dec  |  | År    |
| ---------------------------------------------------------------------- | ---- | ---- | ---- | ---- | ---- | ---- | ---- | ---- | ---- | ---- | ---- | ---- |  | ----- |
| Medeltemp. (°C)                                                        | -0.1 | 0.6  | 3.8  | 8.1  | 12.7 | 16.0 | 17.4 | 17.0 | 13.9 | 9.5  | 4.8  | 1.5  |  | 8.8   |
|                                                                        |      |      |      |      |      |      |      |      |      |      |      |      |  |       |
| Nederbörd (mm)                                                         | 52.6 | 36.4 | 45.2 | 51.3 | 64.4 | 76.7 | 64.5 | 60.9 | 44.6 | 40.6 | 49.4 | 57.3 |  | 644.1 |
| Källa: DWD, 1981 - 2010 (aktueller Standort) accessdate=April 11, 2013 |      |      |      |      |      |      |      |      |      |      |      |      |  |       |

## Turism

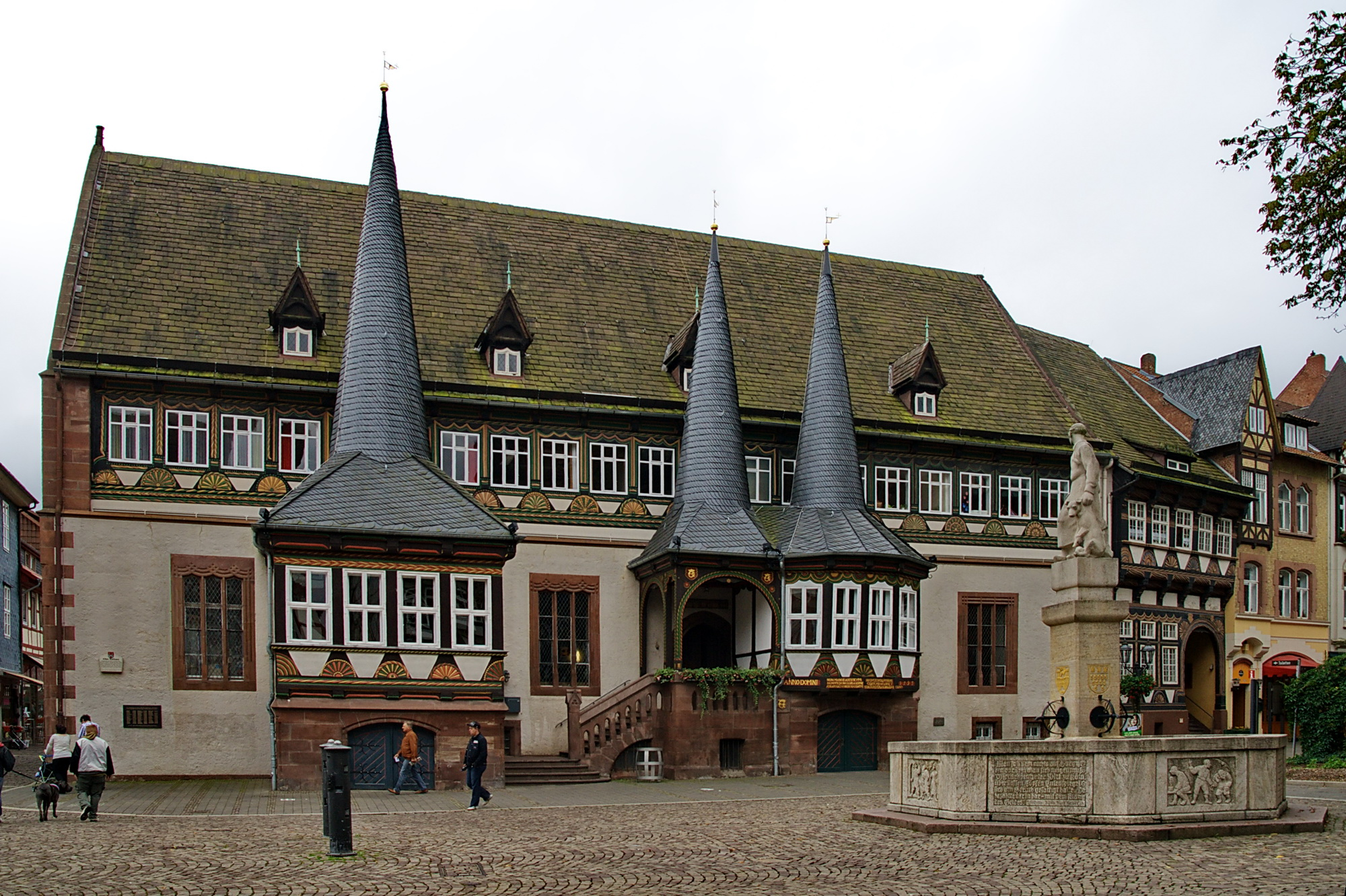
Medeltida rådhus
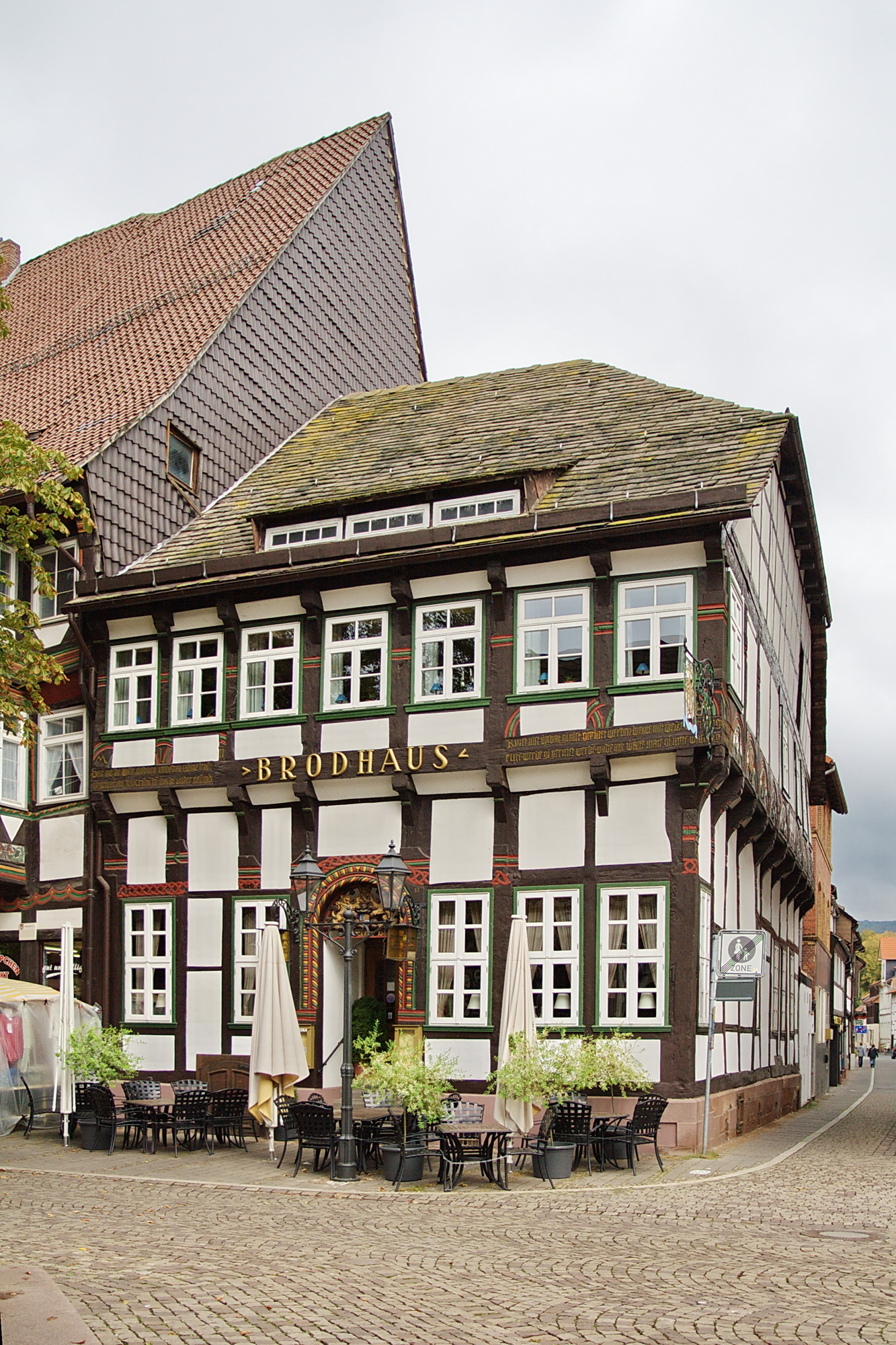
Brodhaus
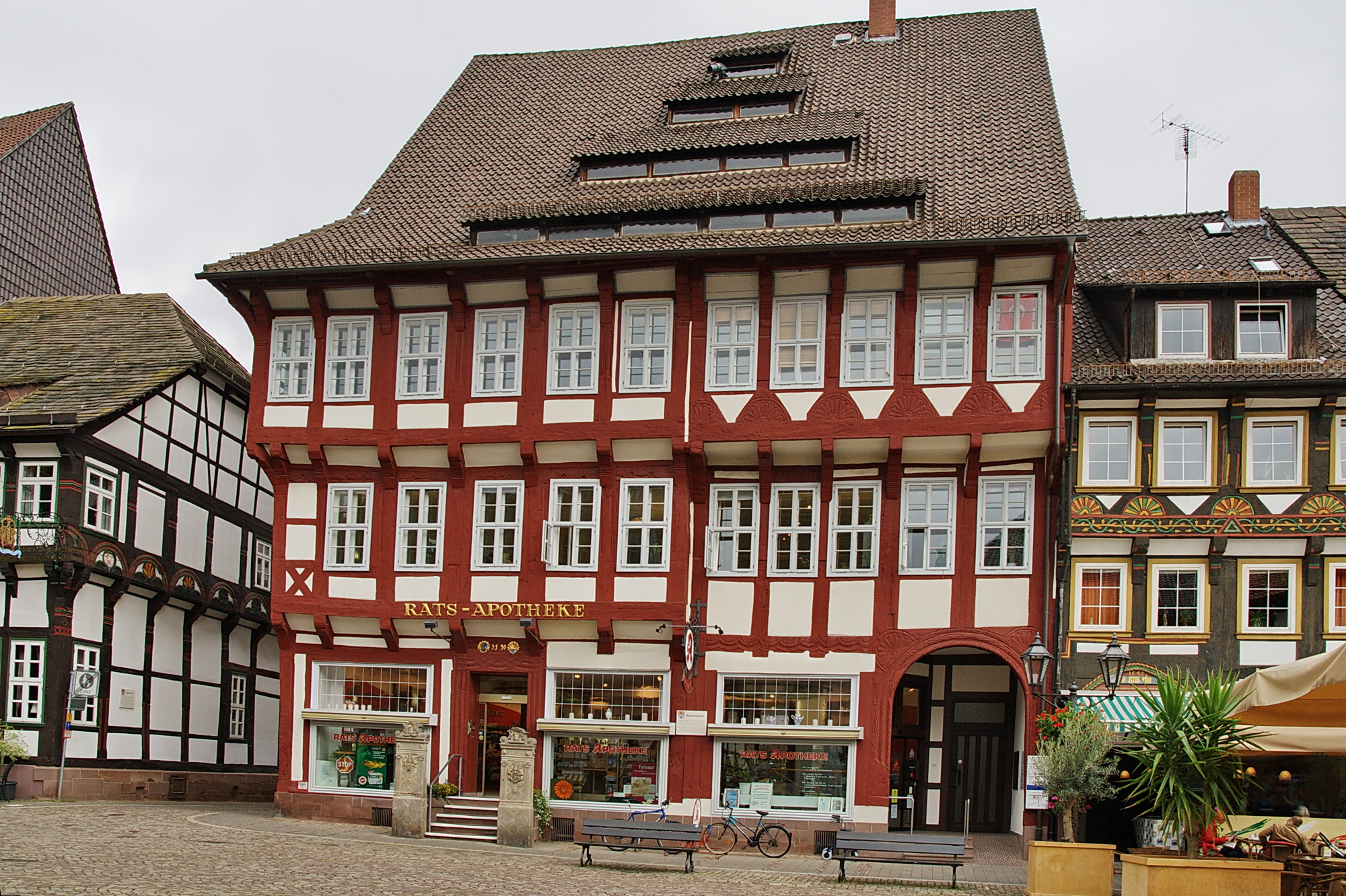
Apotek
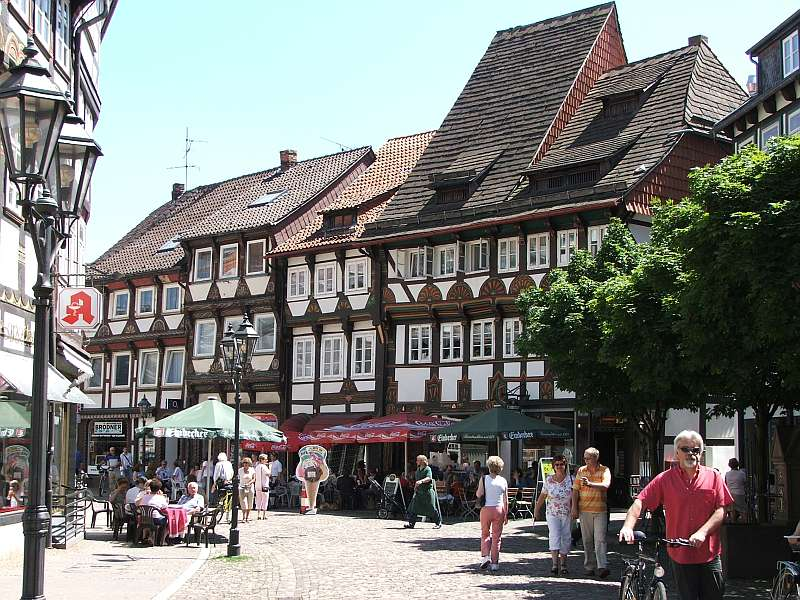
Historiskt centrum
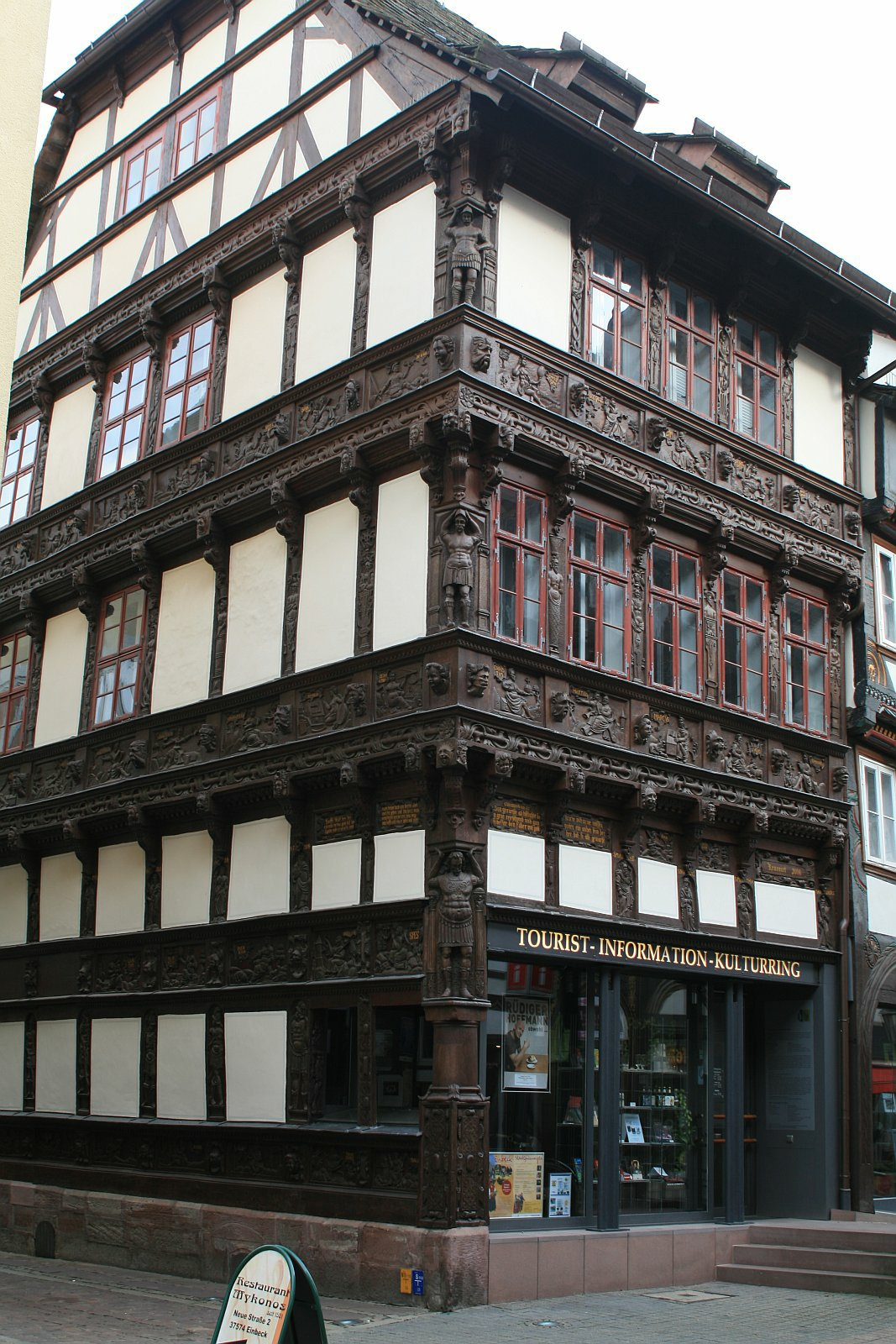
Eickes hus efter restaurering år 2008
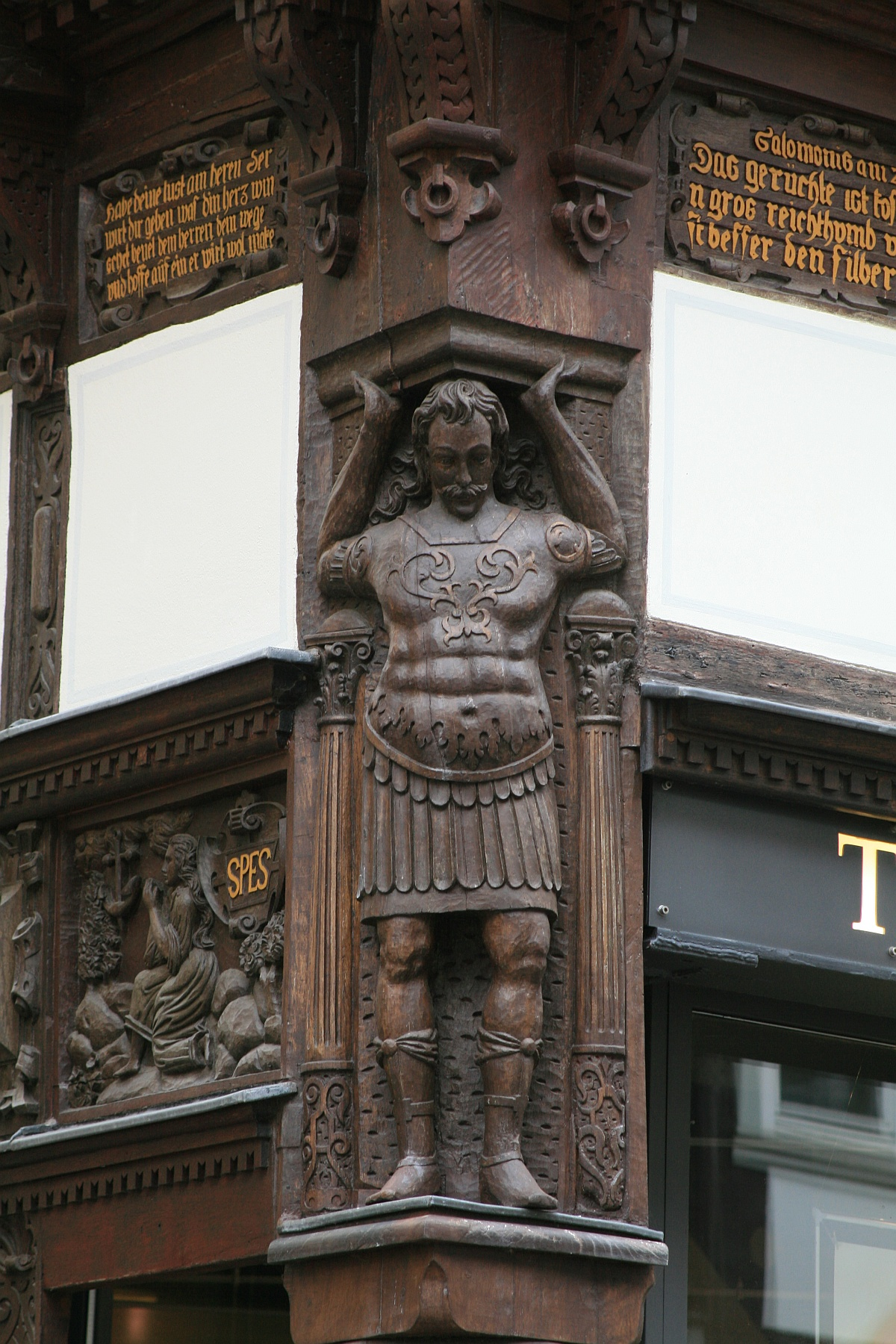
Eickes hus - detalj
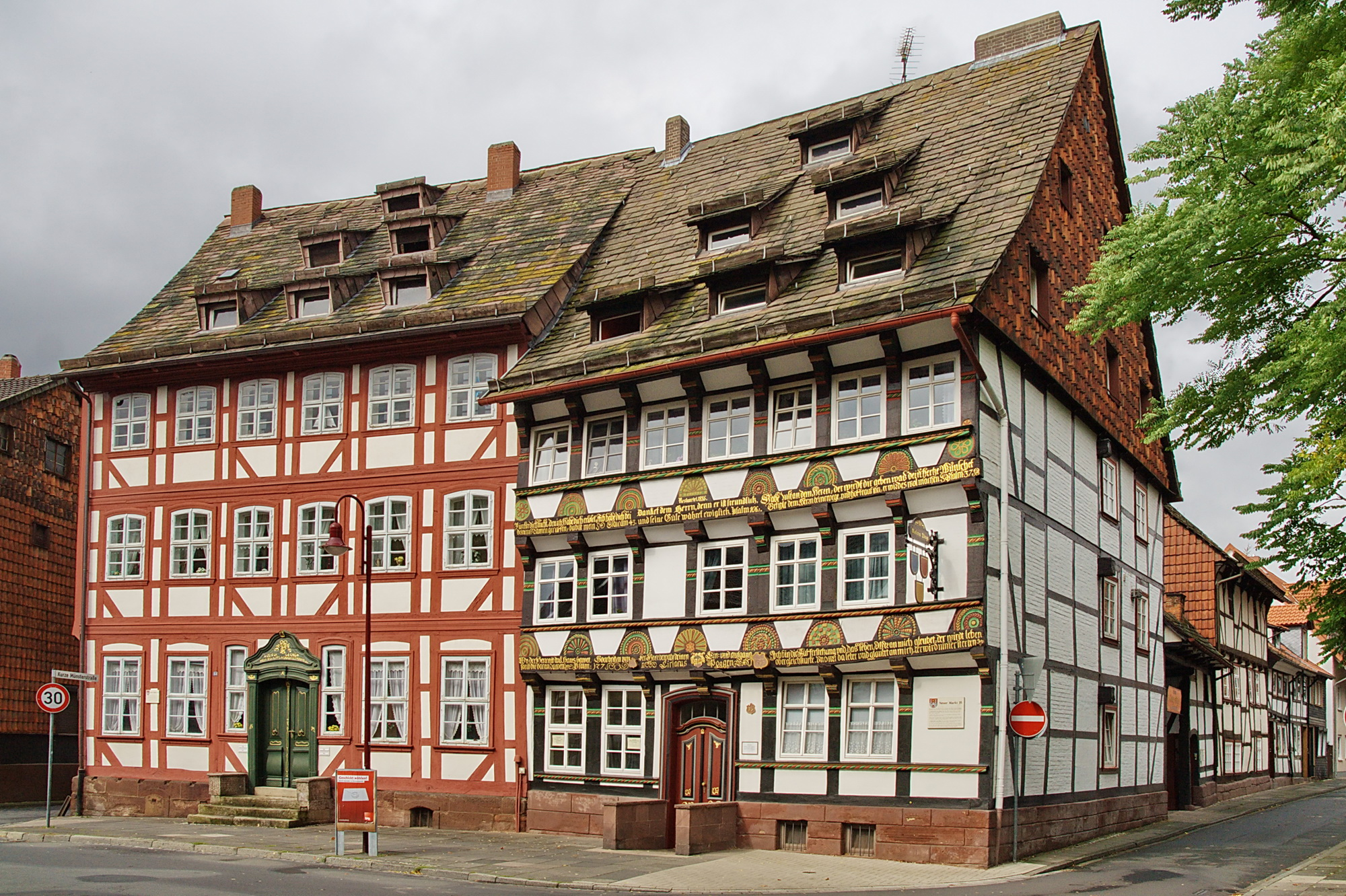
Korsvirkeshus från rokoko och renässans
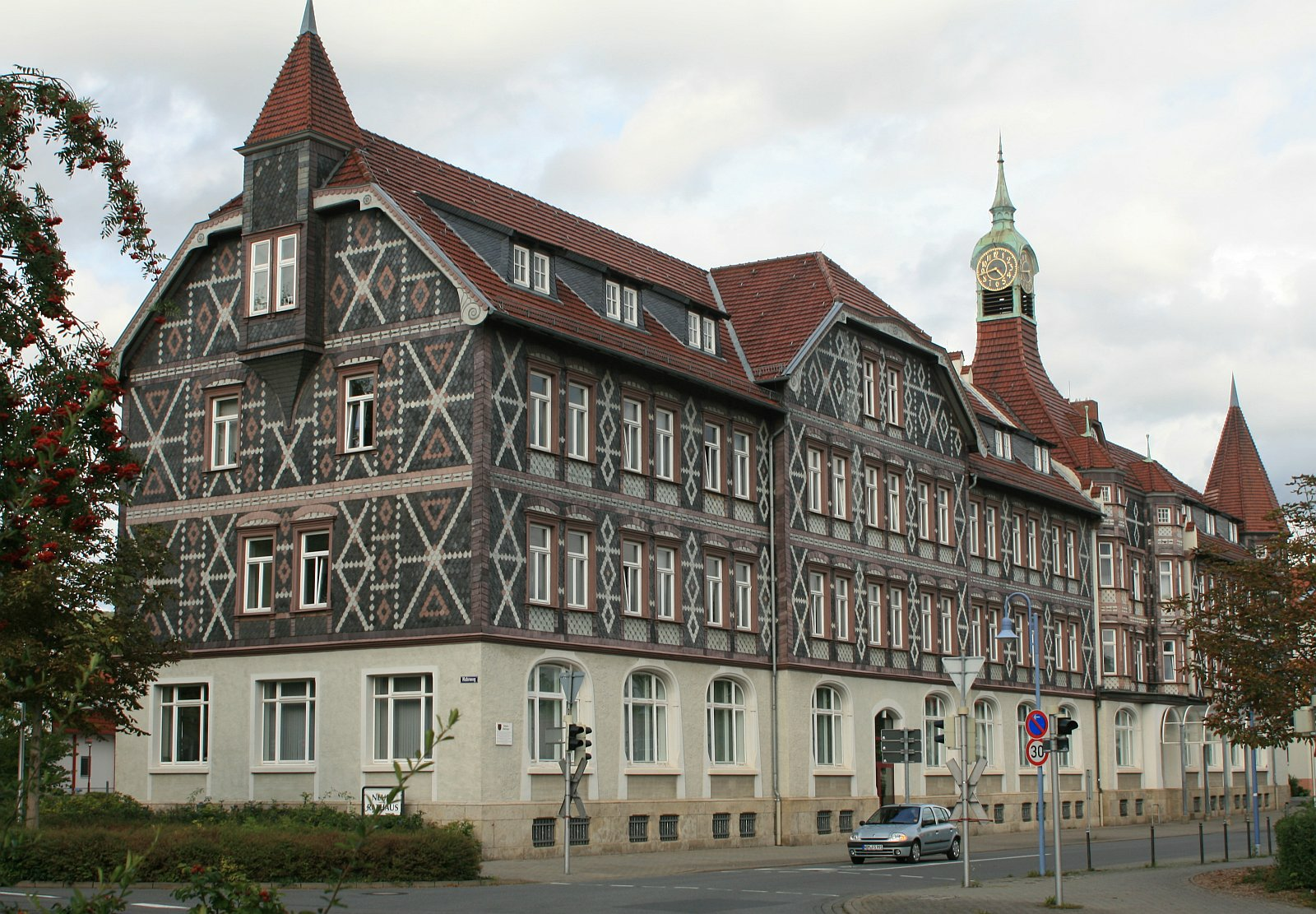
Nya rådhuset
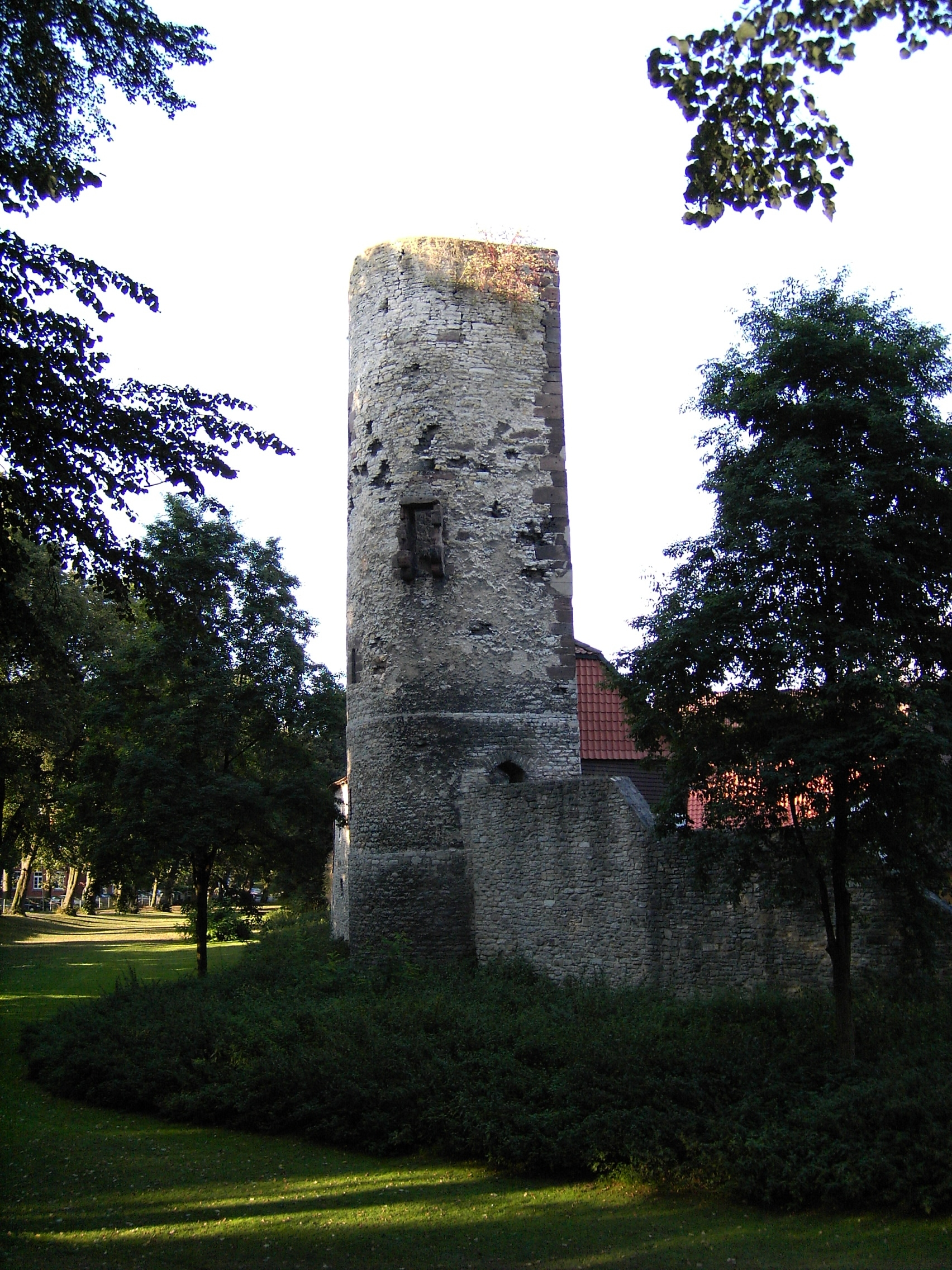
Stadsmuren med tornet Storchenturm

## Berömda personer födda i Einbeck
- Conrad Wilhelm Hase, arkitekt
- Harry Rosenbusch, geolog, professor